# All for You (альбом)
All for You — седьмой студийный альбом американской певицы Джанет Джексон. Выпущен 24 апреля 2001 года компанией Virgin Records. С этим альбомом ознаменовано возвращение Джексон в стиль танцевальной поп-музыки. В отличие от альбома The Velvet Rope, который исследовал проблемы депрессии и домашнего насилия, All for You представляет незамысловатые тексты песен, в основном рассказывающие о недавнем разводе певицы. Журнал Billboard присвоил альбому 141 место в списке Лучших 200 альбомов десятилетия.

## Релиз и продвижение
All for You стартовал с первой позиции в чарте Billboard 200. Проданный в количестве свыше 605000 копий за первую неделю, он стал первым подобным достижением певицы за всю её карьеру. Стивен Томас Эрлвайн из Allmusic заявил, что «[Джексон] записала роскошную и чувственную пластинку, лениво длящуюся свои 70 с лишним минут, манящую тебя даже когда ты понимаешь, чем это вызвано», а Джон Парелес из The New York Times высказал мнение, что «в то время как ритм-энд-блюз обнажается, чтобы соответствовать угловатости хип-хопа, мисс Джексон купается в роскоши текстур, головокружительной, как новая влюблённость». Альбом All for You был продан тиражом более семи миллионов по всему миру и сертифицирован как дважды платиновый.

### Синглы
Заглавный трек, «All for You», стартовал в чарте Hot 100 на 14 месте, что стало лучшим результатом для сингла, не выпущенного в продажу. Тери ВанХорн c MTV присвоил Джексон титул «Королевы радио», поскольку этот сингл вошёл в историю радоэфира, «попав на все популярные, ритмические и урбанистические радиостанции, отписывающиеся в национальном журнале Radio & Records» в первую же неделю после выхода. Сингл поднялся до верхней строчки чарта Hot 100, где продержался 7 недель. За «All for You» Джексон получила в 2001 году награду Grammy в номинации «Лучшая танцевальная запись». Второй сингл, «Someone to Call My Lover», содержащий гитарный семпл из композиции «Ventura Highway» группы America, достиг третьей позиции в чарте Hot 100. Песня «Doesn’t Really Matter», вошедшая в саундтрек фильма «Чокнутый профессор 2: Семья Клампов» стала её девятым синглом на первой строчке чарта Billboard Hot 100.

## Список композиций
| №   | Название | Автор(ы)                                                             | Продюсер(ы)                          | Длительность |
| --- | --- | -------------------------------------------------------------------- | ------------------------------------ | ------------ |
| 1.  | «Intro» | Janet Jackson                                                        |                                      | 1:00         |
| 2.  | «You Ain't Right» | Jackson, James Harris III, Terry Lewis, Dana Stinson                 | Jackson, Harris, Lewis, Dana Stinson | 4:32         |
| 3.  | «All for You» (Samples «The Glow of Love» performed by Change)                                                                | Jackson, Harris, Lewis, Wayne Garfield, David Romani, Mauro Malavasi | Jackson, Harris, Lewis               | 5:29         |
| 4.  | «2wayforyou» (Interlude) | Jackson                                                              |                                      | 0:19         |
| 5.  | «Come On Get Up» | Jackson, Harris, Lewis, Stinson                                      | Jackson, Harris, Lewis, Dana Stinson | 4:47         |
| 6.  | «When We Oooo» | Jackson, Harris, Lewis                                               | Jackson, Harris, Lewis               | 4:34         |
| 7.  | «China Love» | Jackson, Harris, Lewis                                               | Jackson, Harris, Lewis               | 4:36         |
| 8.  | «Love Scene (Ooh Baby)» | Jackson, Harris, Lewis                                               | Jackson, Harris, Lewis               | 4:16         |
| 9.  | «Would You Mind» | Jackson, Harris, Lewis, Stinson                                      | Jackson, Harris, Lewis, Stinson      | 5:31         |
| 10. | «Lame» (Interlude) | Jackson                                                              |                                      | 0:11         |
| 11. | «Trust a Try» | Jackson, Harris, Lewis, Stinson                                      | Jackson, Harris, Lewis, Stinson      | 5:16         |
| 12. | «Clouds» (Interlude) | Jackson                                                              |                                      | 0:19         |
| 13. | «Son of a Gun (I Betcha Think This Song Is About You)» (with Carly Simon) (Samples «You’re So Vain» performed by Carly Simon) | Jackson, Harris, Lewis, Carly Simon                                  | Jackson, Harris, Lewis               | 5:56         |
| 14. | «Truth» | Jackson, Harris, Lewis, James Wright, Stan Vincent                   | Jackson, Harris, Lewis               | 6:45         |
| 15. | «Theory» (Interlude) | Jackson                                                              |                                      | 0:26         |
| 16. | «Someone to Call My Lover» (Samples «Ventura Highway» performed by America)                                                   | Jackson, Harris, Lewis, Dewey Bunnell                                | Jackson, Harris, Lewis               | 4:32         |
| 17. | «Feels So Right» | Jackson, Harris, Lewis, Stinson                                      | Jackson, Harris, Lewis, Stinson      | 4:42         |
| 18. | «Doesn't Really Matter» | Jackson, Harris, Lewis                                               | Jackson, Harris, Lewis               | 4:24         |
| 19. | «Better Days» | Jackson, Harris, Lewis                                               | Jackson, Harris, Lewis               | 5:05         |
| 20. | «Outro» | Jackson                                                              |                                      | 0:09         |